# Eine Jugendliebe
Eine Jugendliebe (französischer Titel Un amour de jeunesse) ist ein französisch-deutscher Spielfilm aus dem Jahr 2011.

## Handlung
Paris 1999: Camille (15) und Sullivan (19) sind ein Liebespaar. Während Camille am liebsten jede Minute mit Sullivan verbringen würde und ihm sagt, ohne ihn nicht leben zu können, macht ihm ihre extreme Anhänglichkeit zu schaffen und er wünscht sich größere persönliche Freiräume. Als Sullivan für zehn Monate nach Südamerika geht, fällt Camille in tiefe Verzweiflung. Seine zunächst romantischen Briefe werden immer knapper und seltener, bis er schließlich schreibt, er wolle aus Camilles Leben verschwinden. Sie begeht mit Tabletten einen Suizidversuch, wird aber gerettet.
2003: Camille nimmt ein Studium der Architektur auf. Behutsam kommt sie ihrem etwa 20 Jahre älteren Dozenten Lorenz näher und beginnt eine Beziehung mit ihm – die erste nach Sullivan. Lorenz stammt aus Norwegen und lebt in Scheidung, seine deutsche Ex-Frau wohnt mit dem gemeinsamen Sohn in Berlin.
Wieder vier Jahre später arbeitet Camille in Lorenz’ Architekturbüro, lebt mit ihm zusammen und ist schwanger. Im Bus begegnet sie Sullivans Mutter und gibt ihr ihre Handynummer – er solle sich doch mal melden. In einem Bistro kommt es zum ersten Treffen nach acht Jahren. Sullivan lebt jetzt in Marseille, hält sich aber öfter in Paris auf und ist zurzeit Single. Camille erleidet eine Fehlgeburt und wird von Lorenz getröstet. Nach zwei weiteren Verabredungen mit Sullivan sagt sie ihm ins Gesicht, dass sie ihn noch immer liebe und nie aufhören werde, ihn zu lieben. Lustvolle heimliche Treffen finden fortan in einem Hotel, einem Rohbau und einmal – während Lorenz beruflich auf Auslandsreise ist – in der gemeinsamen Wohnung statt. Um Sullivans Einladung nach Marseille annehmen zu können, belügt Camille Lorenz, sie wolle für ein Wochenende mit Freundinnen in die Normandie fahren. Da der Zug nach Marseille wegen eines Streiks ausfällt, versteckt sie sich zwei Tage lang in einem Hotel. Wenig später teilt Sullivan Camille in einem Brief mit, dass er die Affäre beendet. Camille bricht in Tränen aus – zum zweiten Mal ist sie von ihrer großen Jugendliebe verlassen worden. Sie führt ihr Leben mit Lorenz weiter.

## Hintergrund
Die Dreharbeiten fanden innerhalb von zwölf Wochen von September bis Mitte Dezember 2010 in Paris, an der Ardèche, in Kopenhagen und Kastrup, am Bauhaus Dessau sowie im Sanatorium Aincourt statt. Produziert wurde der Film von den Unternehmen Les Film Pelléas (Frankreich) und Razor Film (Deutschland), unterstützende Institutionen waren unter anderem arte, der Westdeutsche Rundfunk, Canal+, das Medienboard Berlin-Brandenburg und das Centre national du cinéma et de l’image animée.
Nach der Vorpremiere am 4. Juli 2011 auf dem Festival Paris Cinéma startete der Film in französischen Kinos am 6. Juli 2011. In Deutschland lief die Produktion unter dem Titel Un amour de jeunesse im Originalton mit deutschen Untertiteln am 27. September 2012 an. Die Fernsehuraufführung der deutschen Synchronfassung unter dem Titel Eine Jugendliebe fand am 25. November 2014 auf arte statt.
Un amour de jeunesse lief auf dem Internationalen Filmfestival von Locarno 2011 im Wettbewerb und erhielt eine besondere Erwähnung (mention spéciale) der Jury.

## Kritik
Die französische Tageszeitung Le Monde lobte besonders die Regisseurin:

« Mia Hansen-Love s'impose comme l'un des plus lumineux talents du jeune cinéma français. Ils ne sont pas si nombreux, et encore plus rares, ceux qui se sont révélés ainsi d'emblée. Le premier long métrage de Mia Hansen-Love offrait déjà cet impressionnant mélange de maturité, d'élégance narrative, de vérité dans l'expression des sentiments qui n'a cessé depuis lors de nous séduire. La preuve par l'exemple avec cet Amour de jeunesse, qui porte bien son nom. Le titre ressemble au film: il est clair, direct, ne trompe pas sur la marchandise. »

„Mia Hansen-Løve hat sich als eines der glänzendsten Talente des jungen französischen Kinos etabliert. Sie sind nicht so zahlreich, und es gibt noch weniger solche, die auf Anhieb so eingeschätzt werden. Schon der erste Langfilm von Hansen-Løve bot diese beeindruckende Mischung aus Reife, erzählerischer Eleganz, Ehrlichkeit im Ausdruck der Gefühle, die uns seitdem weiter in den Bann zieht. So zum Beispiel mit dieser ‚Jugendliebe‘, die zu Recht so heißt. Der Titel passt zum Film: Er ist klar, direkt, täuscht keine falschen Tatsachen vor.“

1. ↑  Gemeint ist der Film Tout est pardonné (2007).

Der Kritiker des britischen Guardian sah Parallelen zum Stil Éric Rohmers:

“What emerges on screen has something of Eric Rohmer in its feeling for the languor and nameless anxiety of the very young.”

„Was sich auf der Leinwand abspielt, hat etwas von Éric Rohmer in Bezug auf die Sehnsucht und die namenlose Angst sehr junger Leute.“

Die Süddeutsche Zeitung stellte fest, dass der Film von der deutschen Kritik „leider ziemlich unbeachtet bei uns im Kino lief.“ Zu den wenigen deutschen Zeitungen, die sich ausführlich mit Eine Jugendliebe befassten, gehört das Hamburger Abendblatt:

„Mia Hansen-Løve, vor zwei Jahren mit ihrem Drama ‚Der Vater meiner Kinder‘ erstmals aufgefallen, hat einen wunderbar zarten Liebesfilm gedreht, der maßgeblich vom Gesicht der Hauptdarstellerin Lola Créton geprägt ist. […] Wer das französische Kino der tiefen Blicke und bedeutungsvollen Worte mag, wer starke, unverbrauchte Darsteller sehen möchte, die am süßen Vogel Jugend auch mal verzweifeln und dann doch ihren eigenen Weg finden, kommt an ‚Un Amour de Jeunesse‘ nicht vorbei. Bewertung: empfehlenswert.“

Keinen positiven Aspekt erkannte dagegen der Rezensent der Wiener Zeitung, der den Film als „Ärgernis Nummer eins“ des Filmfestivals Locarno 2011 bezeichnete und weiter ausführte:

„Gebrochene Herzen, verlorene Föten und jede Menge Paris: Mia Hanson-Love veranstaltet hier eine pubertäre Teenager-Party mit ganz vielen Gästen – und die meisten davon sind irgendwann im zähenflüssig gefüllten Klischeetopf erstickt. Ein Film wie ein Löffel Honig: Viel zu klebrig, viel zu süss.“